# Shiko Itoh
Pour les articles homonymes, voir Ito.
Shiko Itoh (伊藤紫虹, Ito Shiko) (née le 14 mars 1935 à Tokyo –), est une peintre japonaise dont la thématique est centrée sur les « villes ». Elle a commencé sa propre carrière avec le Sumi-e, technique de dessin à l'encre de Chine, avant de d'apprendre la peinture et la sculpture de style occidental. Elle a développé un style unique de Sumi-e. En 1988, elle a installé son atelier près du mont Hiei. 

## Biographie
Shiko Itoh est née à Tokyo en 1935. Elle est la seule femme japonaise à avoir pu apprendre la peinture auprès des maîtres de la peinture chinoise Zhang Daqian et Puru (artist) (en) en 1956, puis s'est rendue à Taïwan en tant qu'ambassadrice culturelle.
Elle expose à Taïwan pour la première fois en septembre 1960 à l'Association culturelle économique sino-japonaise (maintenant la Taiwan-Japan Cultural Economic Association) à Taipei. 
Elle a étudié au Taipei Normal College (aujourd'hui la National Taiwan Normal University (en)) après avoir obtenu une maîtrise en chinois en 1962. Elle se rend ensuite en Italie, en Allemagne à Berlin et ailleurs pour étudier la peinture à l'huile. 
Elle expose au musée Toulouse-Lautrec à Albi du 7 avril au 13 mai 1990. 
Une exposition lui est consacrée à la galerie Yat-sen au 3e étage du Mémorial de Sun Yat-sen à Taipei du 12 au 23 avril 2019. 
Le peintre français Claude-Max Lochu, est devenu l'un de ses élèves à l'occasion de son premier voyage au Japon en 1982.
Une de ses œuvres est dans la collection de la galerie Kyocera (ja), un musée d'art fondé par la Kyocera Corporation en 1998.

## Publications
- Shiko Itoh, René de Ceccatty, Catalogue d'exposition de Claude-Max Lochu, 1985, Musée des Beaux-Arts de Dole.
- (ja) (fr) Shiko Itoh, Œuvres, poésie d'Alain Jouffroy, traduite par Makoto Ōoka, Tant qu'il y aura du vent, Mainichi shinbun, 1986[6]
- Danièle Devynck, Shiko Itoh, Musée Toulouse-Lautrec, 1990,  (ISBN 2-901284-19-1)